# Pruna

Pruna desde el Castillo del Hierro.

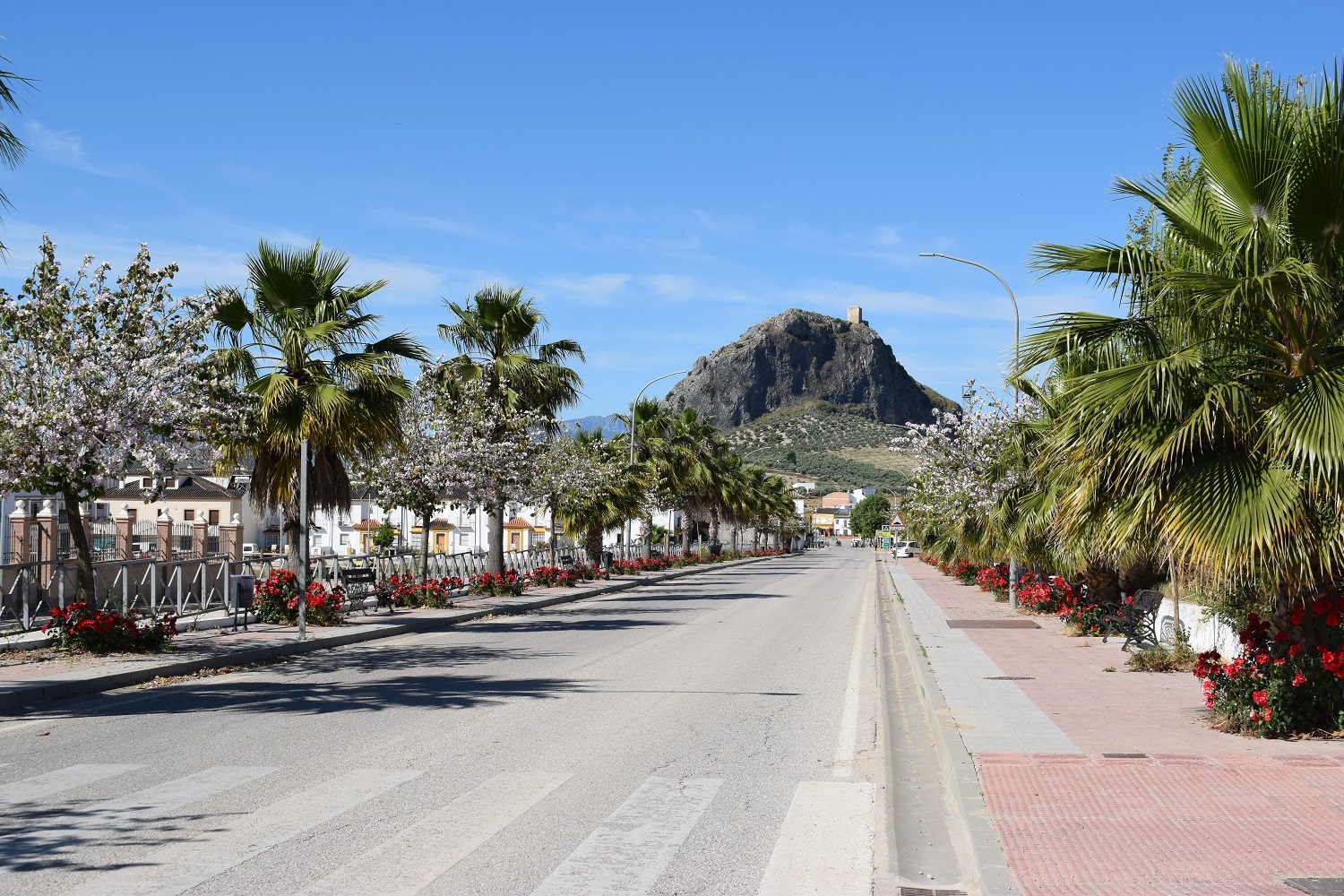
Imagen de la entrada a Pruna con el Castillo del Hierro al fondo.

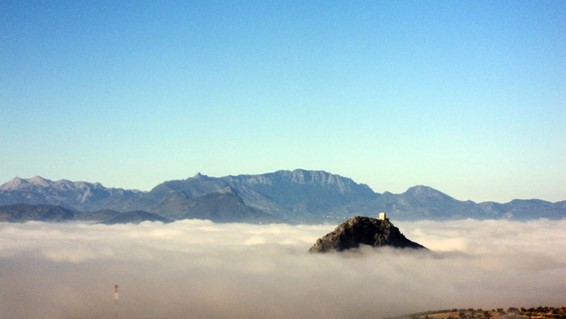
Castillo del Hierro de Pruna sobresaliendo por encima de las nubes.

Pruna es un municipio español de la provincia de Sevilla, Andalucía. En 2019 contaba con 2603 habitantes. Su extensión superficial es de 100 km² y tiene una densidad de 27,23 hab/km². Se encuentra situada a una altitud de 663 metros y a 94 kilómetros de la capital de provincia, Sevilla.
En ella se encuentra situada la cumbre más alta de la provincia de Sevilla, el pico del Terril, con una altura de 1129 metros.

## Historia
Los primeros asentamientos se remontan a un poblado túrdulo hallado en el llamado "castillo", a un kilómetro de la actual Pruna, y que se ha querido identificar con la Callet del conventus Astigitanus documentada por Plinio, y que pudo estar por esta zona.
También llegaron a estas tierras los fenicios y los griegos, los cuales llamaron a la ciudad Prunna, de donde deriva su actual denominación.
En la época romana, la ciudad fue anexionada al imperio romano en la primera etapa de la conquista de la península, integrándose en la provincia Ulterior.
Durante el periodo de al-Ándalus, fue una alquería dedicada a la agricultura y ganadería que perteneció al reino de Sevilla. La conquista cristiana fue llevada a cabo por Alfonso X, que la cedería a la Orden de Calatrava. En el año 1457 fue cedida por Enrique IV a Rodrigo de Rivera para que la defendiera de los ataques musulmanes. En estos años la ciudad pasó de manos cristianas a musulmanas alternativamente.
En el año 1482, Pruna fue vendida a Rodrigo Ponce de León. Posteriormente pasaría sucesivamente al ducado de Arcos en el siglo XVI, época en que le fue otorgado el rango de villa y en el XVIII al ducado de Osuna.
Durante la invasión francesa la ciudad fue incendiada.
La localidad de Pruna es la primera de paso en la provincia de Sevilla del Camino de la Frontera hacia Santiago de Compostela.
El 25 de octubre de 2019 en Pruna se localizó el epicentro de un terremoto de magnitud 4,7 en la escala Richter.

## Geografía humana

### Demografía
Cuenta con una población de 2509 habitantes (INE 2024).
| Gráfica de evolución demográfica de Pruna entre 1857 y 2021 |
| |
| Población de derecho según los censos de población del INE Población de hecho según los censos de población del INEEntre el censo de 1857 y el anterior, aparece este municipio porque se segrega del municipio 415000 (Pruna y Algamitas) |

### Economía

#### Evolución de la deuda viva municipal
| Gráfica de evolución de Deuda viva del Ayuntamiento de Pruna entre 2008 y 2019                                |
| |
| Deuda viva del Ayuntamiento de Pruna en miles de Euros según datos del Ministerio de Hacienda y Ad. Públicas. |

## Patrimonio

### Monumentos civiles

#### Castillo del Hierro
El castillo del Hierro se alza sobre un cerro rocoso de 663 metros cerca de la población de Pruna, permitiendo poseer de unas incomparables vistas y gran riqueza paisajística. También divisaremos los castillos de Olvera y de Vallehermoso conectados visualmente con este. El acceso al camino de subida a la cima del cerro se encuentra en la carretera A-363 Olvera-Pruna, a la altura de la Fuente del Pilarillo, a aproximadamente 7 kilómetros de Olvera y a 1 de Pruna.
Historia
El primer asentamiento estable parece corresponder a los túrdulos que fundaron un poblado llamado Callet donde ahora se levanta el Castillo. Posteriormente fue uno de los primeros campamentos romanos en las constantes luchas por la dominación de Hispania.
Desde el siglo XIII se conocía como "la Frontera" a toda la franja de separación entre cristianos y granadinos: el territorio que correspondía a los antiguos reinos de Jaén, Córdoba y Sevilla, nacidos de las conquistas de Fernando III y Alfonso X el Sabio. En el siglo XIV se acuñó la expresión Banda Morisca para referirse a la parte de esta amplia frontera que discurría en el sector fronterizo del Reino de Sevilla, la formada por el conjunto de territorios fronterizos que dependieron de la jurisdicción de Sevilla durante todo el periodo de inestabilidad comprendido entre mediados del siglo XIII y finales del XV. Pruna estaba situada en plena Banda Morisca y por ello la Atalaya (torre de vigilancia) fue reforzada por los musulmanes con una pequeña muralla para defenderse del ataque de las tropas castellanas.
La localidad de Pruna pasó a manos cristianas cuando Fernando III conquistó Sevilla. En 1253, Alfonso X el Sabio dona el castillo de Pruna a la Orden de Calatrava, pero poco después localidad y castillo son nuevamente conquistados por los musulmanes.
Los cristianos al no poder hacerse con la villa debido a la gran resistencia de los musulmanes, se retiraron hacia el monte de los Alcornocales y allí se hicieron de machos cabríos a cuyos cuernos ataron antorchas, llevándolos al pie del Castillo, donde éstas fueron encendidas. Asustados por el fuego prendido en sus astas, subieron enloquecidos por las peñas e irrumpieron de noche en el Castillo incendiando todo lo que hallaban a su paso. Los moradores huyeron despavoridos al lado opuesto de la fortaleza donde se despeñaron por un imponente tajo que da a un arroyuelo denominado desde entonces “Sanguino”, porque fue tal la cantidad de sangre vertida que su curso se tiñó de rojo.
En 1407 Pruna se conquista definitivamente por los cristianos, volviendo el castillo a manos de los caballeros de la Orden de Calatrava. En 1457, Enrique IV concede la custodia de Pruna a Rodrigo de Ribera, Caballero XXIV de Sevilla. En 1482 es vendida a Rodrigo Ponce de León; en el siglo XVI pasa a depender del Ducado de Arcos y en el XVIII al Ducado de Osuna, hasta el siglo XIX que son abolidos los señoríos.
Descripción

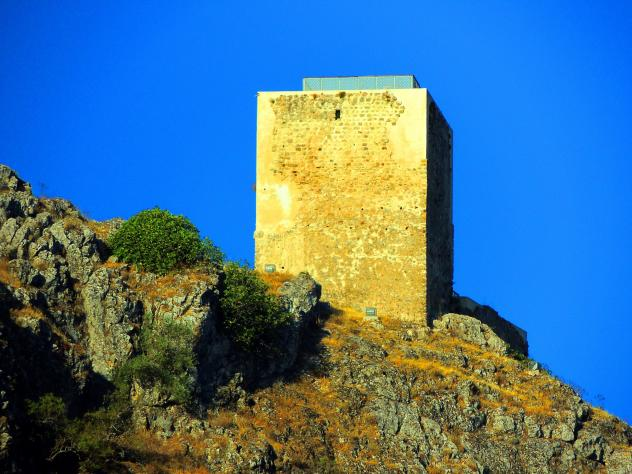
Castillo del Hierro

Su estructura principal consistía en una gran torre de planta rectangular, rodeada de cerca por una camisa torreada y más perimetralmente por una muralla con acceso mediante una puerta en recodo. En la torre se diferencian dos fases constructivas: la inicial (con una planta de 8 por 5,80 metros) del siglo XIV y una posterior (en la que pasa a medir 11,90 por 9,50 metros y se le añade la camisa) del siglo XV. Su interior presenta dos cámaras superpuestas, una a la altura del suelo y la otra a la altura del adarve de la muralla. La cubierta consiste en una bóveda vaída apoyada mediante pechinas en un resalte de los muros de la torre.
Restauración
Tras su reciente restauración se han recuperado y consolidado la estructura principal del castillo (la torre del Homenaje) así como los restos que quedaban de la camisa, de la muralla exterior y el aljibe de la fortificación. Puede accederse fácilmente, mediante una escalera metálica, a la cubierta de la torre. También se ha acondicionado la subida a la cima, de manera que ésta, a pesar de seguir siendo larga y pronunciada, puede realizarse más cómodamente.

### Monumentos religiosos

#### Iglesia de San Antonio Abad

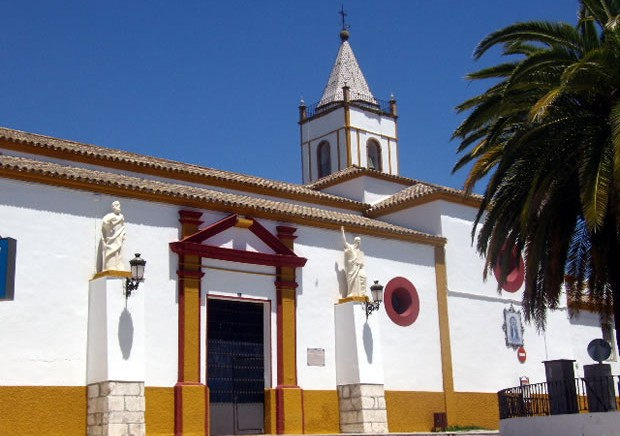
Iglesia de San Antonio Abad

Se trata de una construcción barroca del siglo XVII, probablemente levantado sobre una ermita anterior, concluyendo las obras un siglo después. Gran parte del patrimonio artístico de esta iglesia se perdió durante la Guerra Civil en el siglo XX.
Su planta es rectangular, y consta de tres naves de cinco tramos compartimentados por arcos de medio punto que apean sobre pilares de sección elíptica, crucero y cabecera plana, a la que, a mediados del siglo XVIII, se le adosó un camarín de planta cuadrada, cubierto con bóveda semiesférica sobre pechinas.

#### Ermita de la Pura y Limpia Concepción

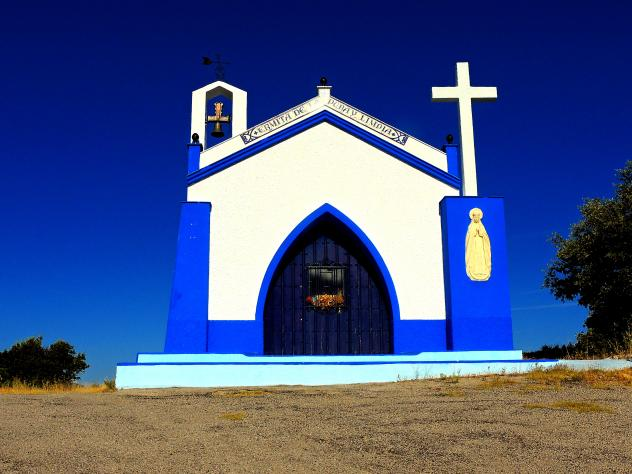
Ermita de la Pura y Limpia Concepción

La ermita de la Pura y Limpia (también se le conoce por la ermita del Navazo) es una pequeña iglesia situada a unos 4 km de Pruna encontrándose en la carretera de Pruna-Algámitas. Su constitucional es de 1968 y es donde el primer domingo de mayo se celebra la Romería de la Pura y Limpia Concepción, una de las celebraciones más antiguas de la provincia de Sevilla.

### Otros puntos de interés

#### Los Nacimientos
Se trata de un nacimiento de agua que ha sido utilizado tradicionalmente para regar huertas. El acueducto servía para que el agua ganase altura y así poder mover la piedra que servía para moler el grano. La fecha de su construcción podríamos situarla en el periodo de la dominación almohade, por el material constructivo utilizado y ha estado en funcionamiento hasta finales del siglo XIX o principios del XX.
Para acceder, se parte de la calle Cruces y se toma el camino de Almargen donde se llega al Puerto de la Berruga. Se toma el carril de la izquierda dirección a la sierra del Tablón por la vereda de Algámitas. Aproximadamente a unos 4 km de Pruna y tras pasar un pequeño arroyo, Botón de Gallo, a la izquierda se encuentran los restos de un acueducto, en muy buen estado de conservación, estando “in situ” incluso la piedra de molienda, que conducía el agua hasta un molino y un poco más arriba , en la falda de la sierra el nacimiento del agua, de ahí su nombre, que surte a la población en la actualidad.

#### Molinillo
Se trata de una cascada de unos 25 o 30 metros aproximadamente. Está situada a 1 km de Pruna y para visitarla hay que salir de la población por la calle Culata dirección a El Molinillo y a la derecha hay una peña por donde se descuelga en cascada el agua.

#### Fuente del Pilarillo

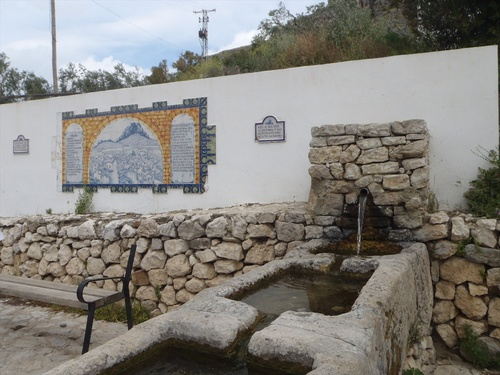
Fuente del Pilarillo

Esta fuente está ubicada en la faldas del Castillo del Hierro, a 1 km del casco urbano tomando la carretera A-363 con dirección a Olvera.
Su agua mana desde hace siglos y se cree que viene de un manantial existente dentro del castillo. La naturaleza de las rocas por donde se supone que circula el agua subterránea son de tipo carbonatadas. Consta de tres pilas y su caudal es muy bajo, aunque éste no se agota nunca. El uso de esta agua es rural y ganadero.

#### Fuente del Molino Cegato
En la base de unas rocas sobre el cauce del arroyo El Salado aflora un manantial de aguas sulfurosas que tradicionalmente se ha utilizado para curar las enfermedades de los ojos , de ahí su nombre, y las erupciones de la piel. Para visitarla tendremos que salir de Pruna por la calle Culata y, pasado El Molinillo, continuamos por el carril de las canteras del yeso aproximadamente 3 km. Después de un tramo a pie llegamos a la finca de La Laina donde se encuentra dicha fuente.

#### Fuente del Duque

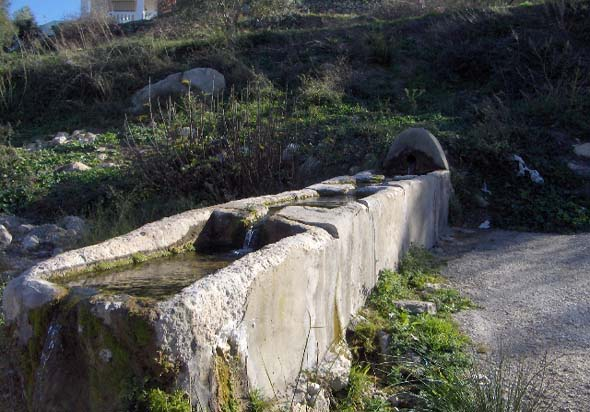
Fuente del Duque

Su manantial procede de la sierra del Tablón con un agua fresca en verano y tibia en invierno de muy buen sabor que, después de servir de abrevadero para animales, es utilizado para regar una huerta. Su nombre viene por el duque de Osuna, propietario de estos pagos siglos atrás.
Para visitarla tendremos que ir por la carretera de Pruna a Algámitas, a unos tres kilómetros, tomamos un carril a la izquierda y a dos kilómetros nos encontramos con una fuente con cuatro pilas talladas en piedra.

#### El Pilar Lejos

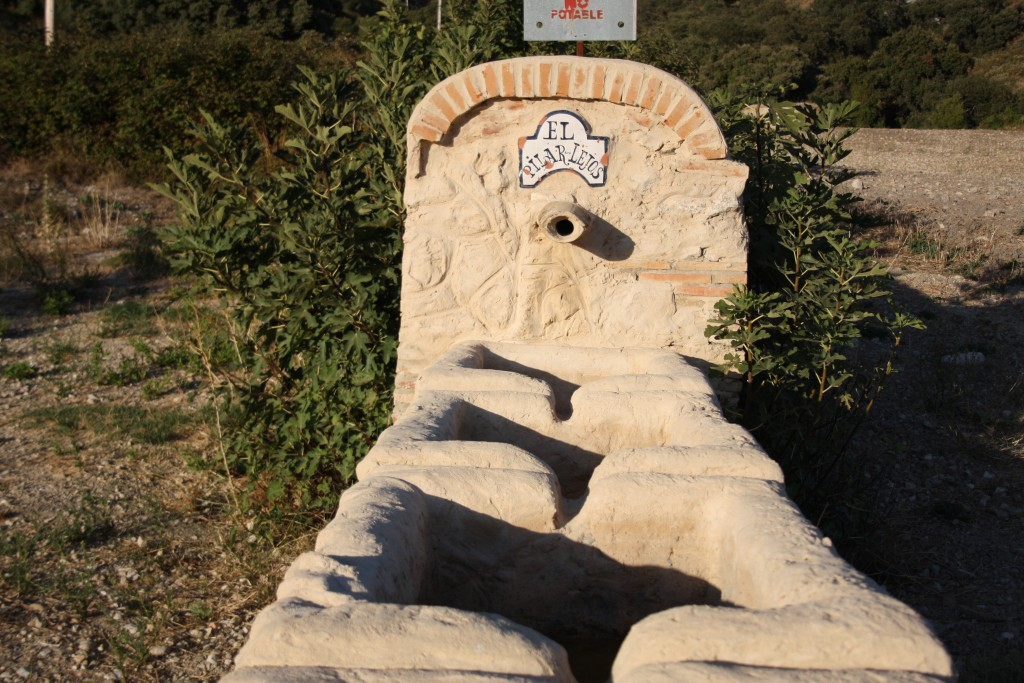
El Pilar Lejos

Se trata de un antiguo abrevadero de ganado donde las mujeres de Pruna iban a lavar la ropa. También hay unos pozos, actualmente secos, de donde se surtía el pueblo y se regaban unas huertas.
Para llegar salimos de la localidad por la calle Cruces dirección al cementerio. En el próximo cruce de caminos, continuamos recto en dirección a la Sierra El Tablón y a unos dos kilómetros encontramos un abrevadero con pilas rústicamente talladas en piedra.

#### Sierra de las Harinas
Una sierra con sus faldas de olivares y donde se encuentran franjas de albero blanco, con fósiles de ammonites y de belemnites en negativo y otras franjas de tierra rojiza donde estos fósiles están en positivo.
Para llegar iremos por la antigua carretera de Morón de la Frontera. A unos tres kilómetros del pueblo tomamos el carril de El Molino de la Fuente Vieja hasta la falda de esta sierra de unos 780 metros.

#### Sierra del Tablón y pico del Terrril

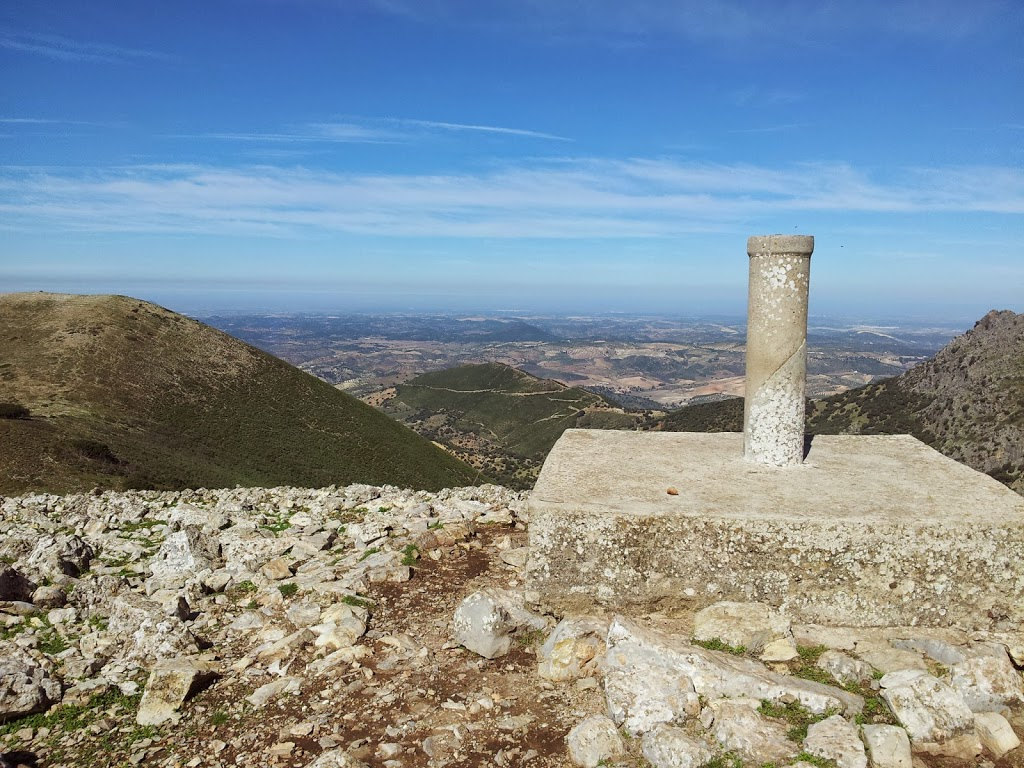
Pico del Terril

Tiene la máxima altura provincial con una tupida vegetación en su cara norte de madroños, encinas, jara, aulagas, etc. Frente se encuentra El Peñòn de Algámitas con la cueva de San Doroteo y entre ambos el Puerto del Zamorano con 700 metros de altitud.
Para llegar, tras pasar la ermita de la Pura y Limpia, a unos tres kilómetros y medio nos encontramos con la inmensa mole de la sierra del Tablón. Existe un sendero que permite subir hasta la cima donde nos encontramos con El Terril, (1129 metros) punto cumbre de la provincia de Sevilla como lo atestigua un monolito allí colocado.

## Fiestas

### Romería de la Pura y Limpia

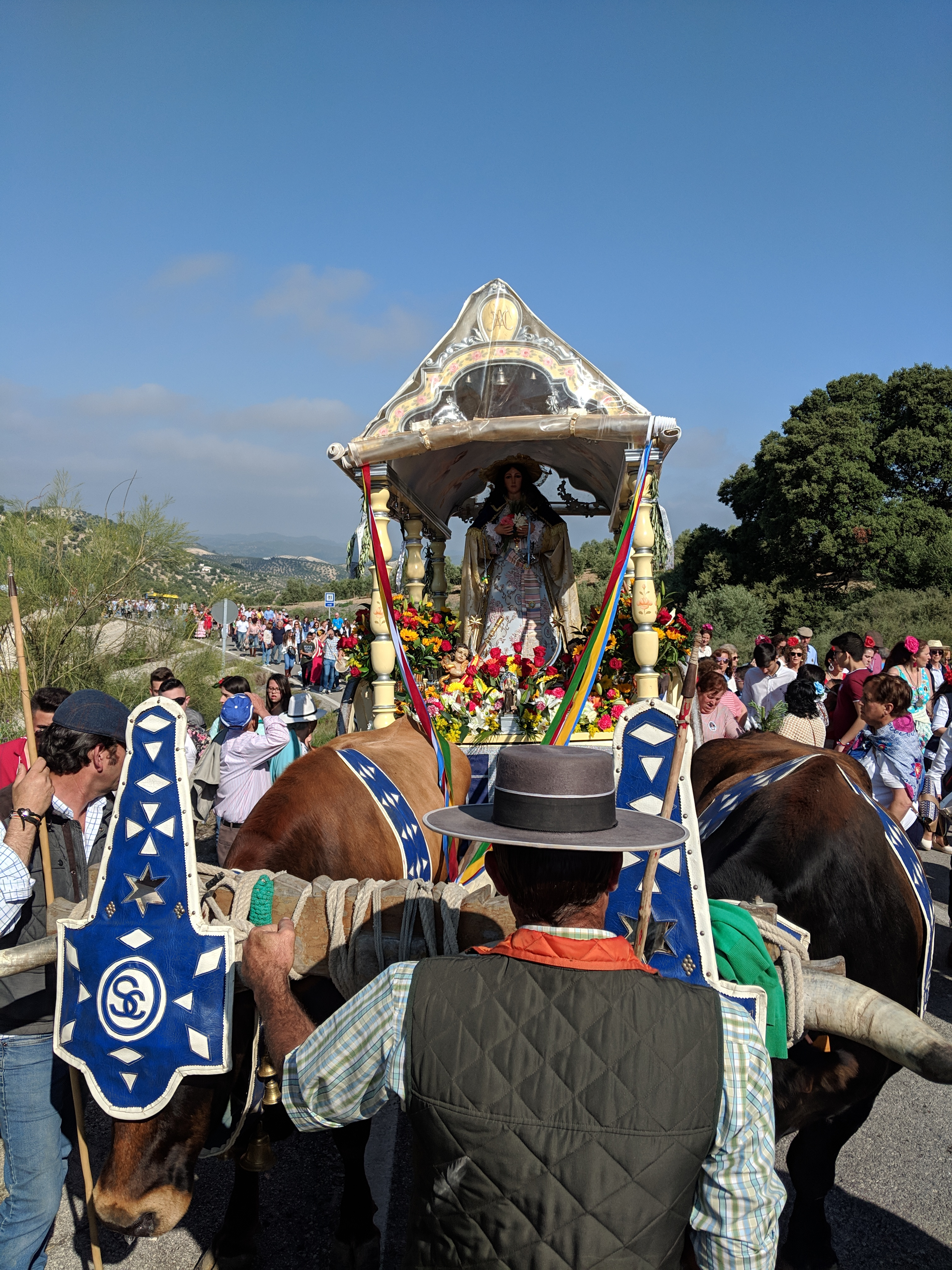
Romería de la Pura y Limpia

El primer domingo de mayo se celebra la fiesta más representativa y multitudinaria de Pruna. A las 08:30 de la mañana, la patrona vestida de divina pastora sale de su camarín en su carreta de bueyes bellamente adornada. Se dirige hacia la ermita del Navazo, acompañada por romeros que celebran el momento con cantes, guitarras y palmeos.
Sobre las 12:00 horas llega a la ermita, oficiándose a continuación la misa de romeros. Más tarde los vecinos del pueblo pasan el día en el campo comiendo con sus familias y amigos. El regreso es multitudinario, parte a las 18:30 y la hora de entrada a la iglesia de San Antonio Abad es indeterminada. La imagen marcha acompañada de pruneños.

### Fiesta de la Matanza del Cerdo Ibérico

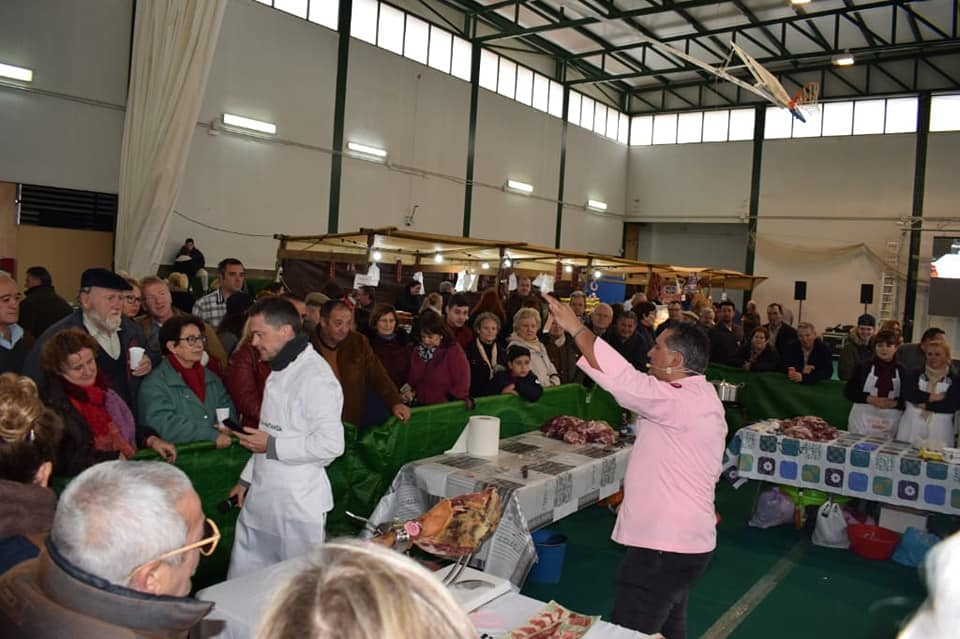
Matanza del Cerdo Ibérico

Aunque el contenido es gastronómico, la jornada se envuelve de contenido histórico, tradición y cultural, puesto que toda la localidad se vuelca con el evento y se prepara para recibir a cientos de foráneos. Además de la ruta turística de la tapa matancera, en la que se pueden disfrutar de productos de matanza en los bares del municipio a precios económicos, se puede asistir a demostraciones en directo de despieces, despringue y elaboración de chacinas y exhibiciones de corte de jamón.

### Semana Santa
Descendimiento (Viernes Santo)

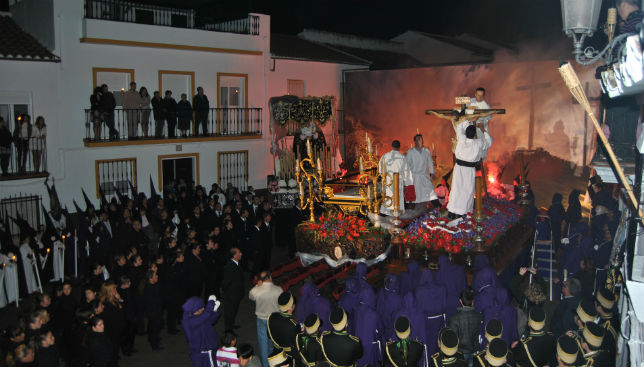
Descendimiento de la Vera-Cruz de Pruna

Es una de las escenificaciones más destacadas de la Semana Santa de Andalucía, donde la imagen del Santísimo Cristo de la Vera-Cruz (fechada entre finales del siglo XVII y el XVIII y es de autoría anónima) es descendido de la cruz por un grupo de nazarenos hermanos y es introducido en el sepulcro, mientras un sacerdote, en el silencio de la multitud, rememora los momentos de la crucifixión.

### Cruz de Mayo
Se celebra días previos al primer domingo de mayo, junto a la romería de La Pura y Limpia Concepción. Las calles se engalanan con hermosas cruces de claveles, rosas, margaritas, romeros, lentiscos y todo tipo de plantas autóctonas. Las cruces se sitúan por distintos barrios del pueblo acompañadas por balcones también engalanados para la ocasión.

### Feria de agosto
A día de hoy, la centenaria feria de Pruna se celebra el fin de semana posterior al 15 de agosto con el tradicional pregón, encendido del alumbrado y el festival de Flamenco, de gran renombre. El recinto ferial se localiza en la avenida del Emigrante donde se encuentra  la caseta municipal y las diferentes atracciones.
Inaugurada el 20 de agosto de 1913 a las cinco y media de la mañana con los acordes de la Marcha Real interpretados por la banda municipal y alumbrado con luces de carburo por el Sr. alcalde Miguel Sánchez y la comisión de festejos, como feria del ganado, con la intención de ser celebrada cada año por estas fechas, no bajó de 10.000 las cabezas de ganado que se exhibieron para su venta.
La concurrencia de forasteros fue tal que el salón donde cantaba “La Niña de los Peines” estuvo lleno de espectadores al igual que el circo ecuestre o el cinematógrafo público durante los tres días que duró el evento.
Nunca se pudo calcular que la primera feria del ganado que se celebraba hubiese dado un resultado tan excelente en transacciones, comenzando los tratos en el acto inaugural y al finalizar el segundo día de feria no quedaban apenas cabezas de ganado por vender.
Feria originariamente con carácter ganadero y comercial que con el paso de los años ha ido adquiriendo un aspecto lúdico y festivo con la celebración de una gran cantidad de actividades.
Feria Agroturística, Comercial y Ganadera y Feria del Perro
Se trata de un gran escaparate y un punto de encuentro para todas las personas amantes del caballo, y del ganado equino general. Además, varios comerciantes ofrecen productos típicos como el queso, las chacinas o el singular aceite de la localidad, entre otros. También podremos encontrar una gran diversidad de actividades como: mercado de artesanía y gastronomía, exposición de ganados de alta calidad, productos típicos de la zona, actividades lúdico culturales, compra-venta agrícola, talleres, jornadas, actividades, etc.

### Fiesta del emigrante
Se celebra el segundo fin de semana de noviembre. En éste acto se hace lectura del manifiesto por parte del alcalde y niños del colegio de primaria y, además, se hace un homenaje a aquellos vecinos que durante muchos años han tenido que emigrar. Posteriormente, la fiesta continúa en la caseta municipal con la tradicional chorizada y música en directo.

### Día de la Inmaculada Concepción

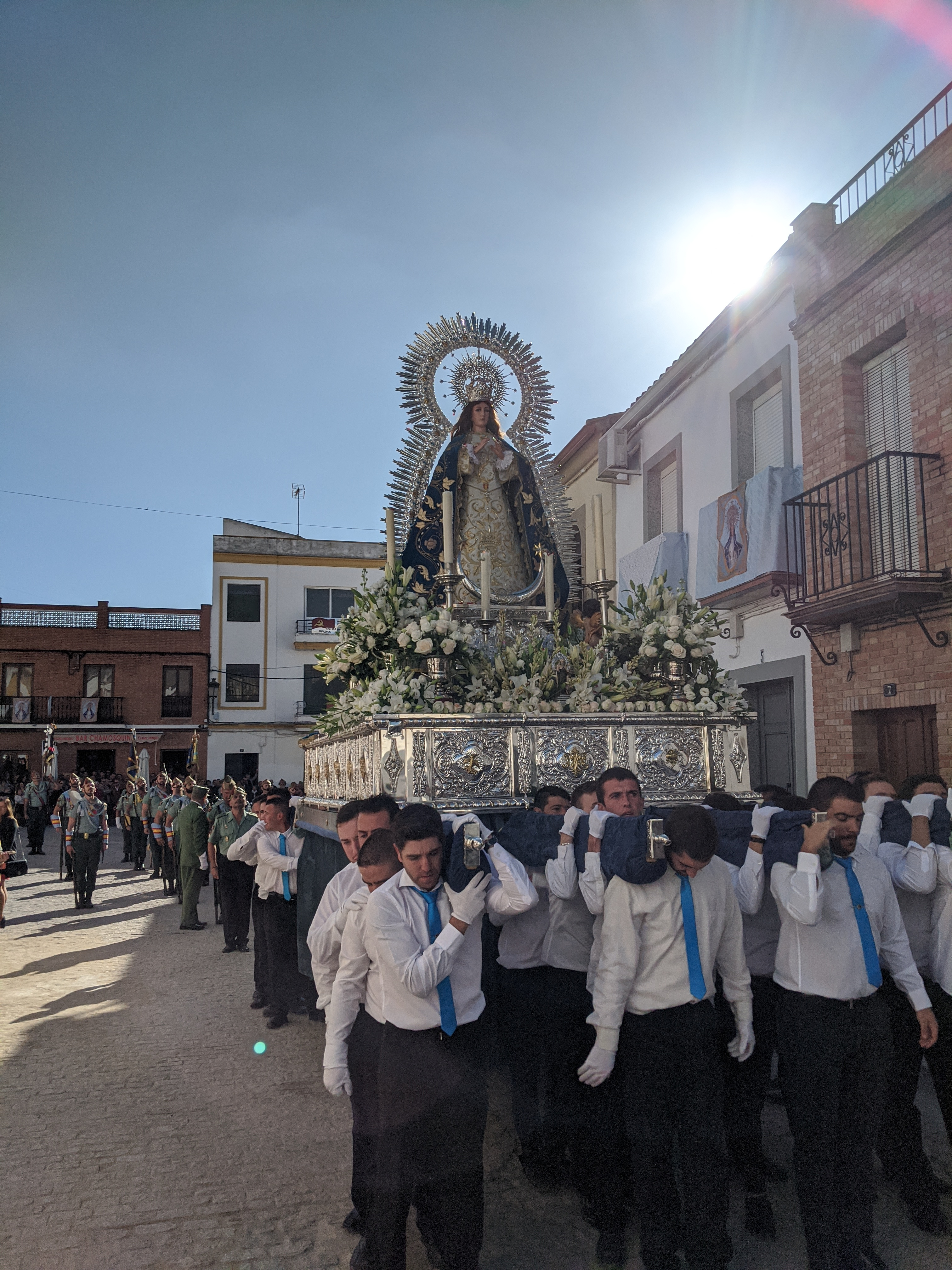
Día de la Inmaculada

El día 8 de diciembre es el día de la Patrona de Pruna y también es la Patrona de España.
Previamente al día 8, se celebra una solemne Novena en honor de la Patrona, del 28 de noviembre al 6 de diciembre. Este último día se le hace una ofrenda floral y la imagen queda expuesta en besamanos.
El día 8 la Virgen es llevada en procesión gloriosa por el pueblo, vestida de “sol” o de reina en su paso de plata va sembrando su alegría de rezos y plegarias las calles de su pueblo.

### Belén viviente
La plaza de la Constitución se transforma en un Belén Viviente de Judea donde se escenifican situaciones de la vida cotidiana de hace dos milenios, decorada con todo tipo de enseres, objetos, artilugios de otros tiempos y vecinos exquisitamente vestidos para la ocasión. Un escenario que te trasportará a otra época y te hará sentir el espíritu navideño que envuelve el ambiente, acompañado por música para la ocasión y donde cada año se ofrece chocolate, churros, tortas fritas, anís y unos deliciosos dulces caseros.